# Донадель, Марко
Марко Донадель (итал. Marco Donadel; род. 21 апреля 1983[…], Конельяно, Венеция) — итальянский футболист, полузащитник; тренер. Выступал за молодёжную сборную Италии до 21 года, был капитаном команды. Кавалер ордена «За заслуги перед Итальянской Республикой» от 27 сентября 2004 года.

## Клубная карьера
Марко Донадель начал карьеру в молодёжном составе «Милана». С 2000 по 2002 год Донадель играл за основной состав миланского клуба, но провёл лишь 1 матч. Затем Донадель долго играл по арендам, сначала в «Лечче», а затем в «Парме» и «Сампдории». В январе 2005 года Донадель был отдан в аренду «Фиорентине», а по окончании сезона клуб выкупил игрока за 1,3 млн евро. Там Марко играл в центре поля, сформировав с Кристианом Брокки одну из сильнейших центральных линий полузащиты Серии А. В сезоне 2005/06 Донадель получил тяжёлую травму, но после восстановления вновь стал показывать высокий класс игры. 28 января 2007 года Донадель вновь получил травму, восстановление от которой заняло 4 месяца, а его место занял Риккардо Монтоливо, который даже после выздоровления Донаделя занял его место в основе команды.
Летом 2011 года на правах свободного агента перешёл в «Наполи». Однако ещё до начала чемпионата получил повреждение, из-за которого игроку пришлось пропустить полгода. В январе Донадель сумел восстановиться и сыграл за «Наполи» в Кубке Италии против «Чезены», однако у него случился рецидив, из-за которого хавбек не сыграл в сезоне больше ни одного матча.
1 декабря 2014 года клуб MLS «Монреаль Импакт» объявил о заключении контракта с Донаделем, вступающего в силу 1 января 2015 года. За канадский клуб итальянский полузащитник дебютировал 25 февраля 2015 года в первом матче четвертьфинала Лиги чемпионов КОНКАКАФ 2014/15 против мексиканской «Пачуки». В MLS дебютировал 28 марта 2015 года в матче против «Орландо Сити». 11 июля 2015 года в матче против «Коламбус Крю» забил свой первый в североамериканском чемпионате. 22 июня 2018 года «Монреаль Импакт» отчислил Донаделя.

## Карьера в сборной
С 2004 по 2006 год Донадель был капитаном сборной Италии до 21 года и в 2004 году выиграл Чемпионат Европы среди молодёжных команд. Всего за молодёжную сборную Италии провёл 31 матч и забил один мяч. Также он завоёвывал бронзовую медаль в составе сборной Италии летних Олимпийских игр 2004 года.

## Тренерская карьера
В сентябре 2019 года Донадель получил лицензию тренера UEFA A, после прохождения курса Коверчано. Начал свою тренерскую карьеру летом 2019 года, возглавив молодёжную команду до 16 лет «Фиорентины», а в сентябре 2020 года был назначен в команду до 17 лет. 10 ноября 2021 года был переведён в основную команду «Фиорентины», где работал в штабах Чезаре Пранделли и Джузеппе Якини. Летом 2021 года покинул клуб.
17 декабря 2021 года Донадель стал помощником Паоло Ваноли в московском «Спартаке». 9 июня 2022 года покинул клуб вместе с Ваноли по не зависящих от «Спартака» обстоятельствам, расторгнув контракт по соглашению сторон. Вместе со «Спартаком» стал обладателем Кубка России.
11 апреля 2023 года начал самостоятельную тренерскую карьеру и возглавил клуб «Анкона», выступающий в итальянской Серии C, подписав контракт до конца сезона 2022/23. 15 апреля 2023 года провёл первый матч в качестве главного тренера, в котором «Анкона» обыграла «Римини» (3:0), что стало первой победой для клуба в домашнем матче с 11 марта 2023 года. На следующей неделе «Анкона» проиграла «Реканатезе» со счётом 4:0, закончив регулярный сезон на седьмом месте. В плей-офф команда вылетела в первом раунде национального этапа. 23 октября 2023 года был уволен из «Анконы». После девяти туров клуб набрал девять очков и шёл 14-м среди 20 участников, отставая от лидера дивизиона B серии C «Торрес» на 14 очков.

## Достижения
- Чемпион Европы (до 21 года): 2004
- Обладатель Кубка Италии: 2012